# Södra Sälsen
Södra Sälsen är en sjö i Vansbro kommun i Dalarna och ingår i Dalälvens huvudavrinningsområde. Sjön har en area på 0,339 kvadratkilometer och ligger 327,3 meter över havet. Sjön avvattnas av vattendraget Marån.

## Delavrinningsområde
Södra Sälsen ingår i det delavrinningsområde (669484-142313) som SMHI kallar för Inloppet i Långsjön. Medelhöjden är 356 meter över havet och ytan är 8,89 kvadratkilometer. Det finns inga avrinningsområden uppströms utan avrinningsområdet är högsta punkten. Marån som avvattnar avrinningsområdet har biflödesordning 4, vilket innebär att vattnet flödar genom totalt 4 vattendrag innan det når havet efter 311 kilometer. Avrinningsområdet består mestadels av skog (89 procent). Avrinningsområdet har 0,67 kvadratkilometer vattenytor vilket ger det en sjöprocent på 7,5 procent.